# Sebuč
Sebuč (německy Sebutsch) je malá vesnice, část obce Dolany v okrese Náchod. Nachází se asi 2 km na sever od Dolan. V roce 2009 zde bylo evidováno 15 adres. V roce 2001 zde trvale žilo 32 obyvatel.
Sebuč leží v katastrálním území Dolany u Jaroměře o výměře 6,04 km2.